# Aleksandăr Tomov
Aleksandăr Tomov (en búlgar: Александър Томов) (Sklave, Bulgària, 3 d'abril de 1949) és un lluitador búlgar, ja retirat, guanyador de tres medalles olímpiques.
Va participar, als 23 anys, en els Jocs Olímpics d'Estiu de 1972 realitzats a Múnic (Alemanya Occidental), guanyant la medalla de plata en la prova de pes superspesant en la modalitat de lluita grecoromana, sent aquesta la primera vegada que aquesta categoria participava en el programa olímpic. En els Jocs Olímpics d'Estiu de 1976 realitzats a Mont-real (Canadà) i els Jocs Olímpics d'Estiu de 1980 realitzats a Moscou (Unió Soviètica) tornà a revalidar aquesta medalla de plata, perdent en totes les ocasions davant lluitadors soviètics.
Al llarg de la seva carrera ha guanyat cinc medalles en el Campionat del Món de lluita, totes elles medalles d'or, i vuit medalles en el Campionat d'Europa, cinc d'elles d'or.